# 캔터베리 대주교 조지 애벗
조지 애벗(George Abbot, 1562년-1633년 8월 5일)은 캔터베리 대주교이다.
잉글랜드 남부 서리 지방 출신이다. 1611년 캔터베리 대주교가 되었으며, 1618년 국가 재정 위원장을 겸임하였다.